# Campeonato Mundial de Atletismo Sub-20 de 2021 - Lançamento de dardo feminino
A prova do lançamento de dardo feminino do Campeonato Mundial de Atletismo Sub-20 de 2021 ocorreu no dia 19 de agosto de 2021 no Centro Esportivo Internacional Moi, em Nairóbi, no Quênia. 

## Recordes
Antes desta competição, os recordes mundiais e do campeonato nesta prova eram os seguintes:
|       | Nome             | Nacionalidade | Distância | Local     | Data                |
| ----- | ---------------- | ------------- | --------- | --------- | ------------------- |
| WU20R | Yuleimis Aguilar | Cuba          | 63.86 m   | Edmonton  | 2 de agosto de 2015 |
| CR    | Vira Rebryk      | Ucrânia       | 63.01 m   | Bydgoszcz | 10 de julho de 2008 |
| WU20L | Elina Tzengko    | Grécia        | 61.42 m   | Semêndria | 26 de junho de 2021 |

## Medalhistas
| Ouro                  | Prata               | Bronze                      |
| Adriana Vilagoš (SRB) | Elina Tzengko (GRE) | Yiselena Ballar Rojas (CUB) |

## Cronograma
Todos os horários são locais (UTC+3). 
| Data         | Hora  | Evento |
| ------------ | ----- | ------ |
| 19 de agosto | 14:40 | Final  |

## Resultado final
A prova final foi realizada no dia 19 de agosto às 14:40. 
| Posição           | Atleta                     | Nacionalidade | Tentativas | Tentativas | Tentativas | Tentativas | Tentativas | Tentativas | Marca | Notas           |
| Posição           | Atleta                     | Nacionalidade | 1          | 2          | 3          | 4          | 5          | 6          | Marca | Notas           |
| ----------------- | -------------------------- | ------------- | ---------- | ---------- | ---------- | ---------- | ---------- | ---------- | ----- | --------------- |
| Medalha de ouro   | Adriana Vilagoš            | Sérvia        | 61.46      | 58.95      | 58.25      | 59.51      | 58.18      | 56.28      | 61.46 | WU20L           |
| Medalha de prata  | Elina Tzengko              | Grécia        | 57.91      | 56.29      | 54.83      | 52.95      | x          | 59.60      | 57.91 |                 |
| Medalha de bronze | Yiselena Ballar Rojas      | Cuba          | 54.54      | 48.51      | 55.13      | 53.44      | 55.48      | 51.77      | 55.48 |                 |
| 4                 | Rhema Otabor               | Bahamas       | 47.61      | 55.08      | 49.42      | 45.84      | 49.86      | 48.67      | 55.08 | NU20R           |
| 5                 | Valentina Barrios          | Colômbia      | 50.79      | 46.44      | 52.51      | 54.43      | 48.05      | 54.30      | 54.43 | Recorde pessoal |
| 6                 | Mckayla van der Westhuizen | África do Sul | 50.46      | 50.03      | 52.31      | 53.94      | 51.58      | x          | 53.94 |                 |
| 7                 | Veronika Šokota            | Croácia       | 52.60      | 50.37      | x          | 53.81      | x          | 53.20      | 53.81 |                 |
| 8                 | Esra Türkmen               | Turquia       | 44.52      | 49.49      | 51.10      | 45.42      | 53.20      | 51.78      | 53.20 |                 |
| 9                 | Vivian Suominen            | Finlândia     | 49.13      | x          | 48.86      |            |            |            | 49.13 |                 |
| 10                | Petra Sičaková             | Chéquia       | 48.60      | x          | x          |            |            |            | 48.60 |                 |
| 11                | Anni-Linnea Alanen         | Finlândia     | 47.73      | 48.25      | 47.46      |            |            |            | 48.25 |                 |
| 12                | Selma Davulcu              | Turquia       | 46.82      | 42.15      | 44.42      |            |            |            | 46.82 |                 |
| 13                | Eniko Sara                 | Canadá        | 45.58      | x          | x          |            |            |            | 45.58 |                 |
| 14                | Martha Nthanze Musai       | Quênia        | 33.09      | 45.13      | 34.82      |            |            |            | 45.13 |                 |

Legenda
| Recorde mundial       | Recorde mundial (World record)               |                       | Recorde africano                      | Recorde africano (African) |                                           | Q | Classificado por posição (Qualified) |
| Recorde do campeonato | Recorde do campeonato (Championship record)  | Recorde da América    | Recorde da América (Americas)         | q                          | Classificado por melhor tempo (Qualified) |   |                                      |
| Melhor marca do ano   | Melhor marca do ano (World leading)          | Recorde asiático      | Recorde asiático (Asian)              | DNS                        | Não largou (Did not start)                |   |                                      |
| Recorde nacional      | Recorde nacional (National record)           | Recorde europeu       | Recorde europeu (European)            | DNF                        | Não terminou (Did not finish)             |   |                                      |
| Recorde pessoal       | Recorde pessoal do atleta (Personal best)    | Recorde da Oceania    | Recorde da Oceania (Oceania)          | DSQ / DQ                   | Desclassificado (Disqualified)            |   |                                      |
| Recorde da temporada  | Recorde da temporada do atleta (Season best) | Recorde sul-americano | Recorde sul-americano (South America) | NM                         | Sem marca (No mark)                       |   |                                      |